# Sergueï Lvovitch Pouchkine
Sergueï Lvovitch Pouchkine (en russe : Серге́й Льво́вич Пу́шкин) (23 mai 1770 (3 juin dans le calendrier grégorien) - 29 juin 1848 (11 juillet dans le calendrier grégorien)), né à Saint-Pétersbourg et mort à Moscou, est le père du poète russe Alexandre Sergueïevitch Pouchkine.

## Biographie
Sergueï Lvovitch Pouchkine est le fils de Lev Alexandre Pouchkine et de la première épouse de ce dernier, Olga Vassilevna née Tchitchérina. Il reçoit une éducation en français. Il entre à l'armée en 1775. Jusqu'en 1791, il y reste actif et est promu sergent au Régiment Izmaïlovski, devient ensuite enseigne, puis capitaine. En 1798, il devient major et emménage à Moscou. Il fait alors partie du personnel du Commissariat d'État comme fonctionnaire. D'abord à Moscou, et c'est à cette époque que naît le poète Alexandre Pouchkine en 1799. Il monte peu à peu dans la hiérarchie et obtient le grade de « conseiller militaire », suivant la table des rangs. Il devient fonctionnaire de 8e rang en 1802, puis de 7e en 1804, en enfin « conseiller de guerre » (6e rang), le 25 juin 1812. En 1811, il se voit attribuer l'ordre de Saint-Vladimir.
Puis il est nommé chef de la Commission des officiers de réserve de l'armée à Varsovie. À Varsovie, Sergueï Lvovitch est initié dans la loge maçonnique du nom de « Severnovo Chtchita ». Il y est admis au niveau du quatrième degré, le 10 octobre 1817. Mais peu avant, il est mis à la retraite comme fonctionnaire de 5e classe. Il avait épousé, en novembre 1796, à Saint-Petersbourg, alors qu'il était encore officier, une cousine au troisième degré qui vivait avec sa mère : Nadejda Hannibal. C'est la fille d'Ossip Hannibal (1744-1806) et de Maria Alekseievna Pouchkina. Nadejda est la future mère d'Alexandre Pouchkine.

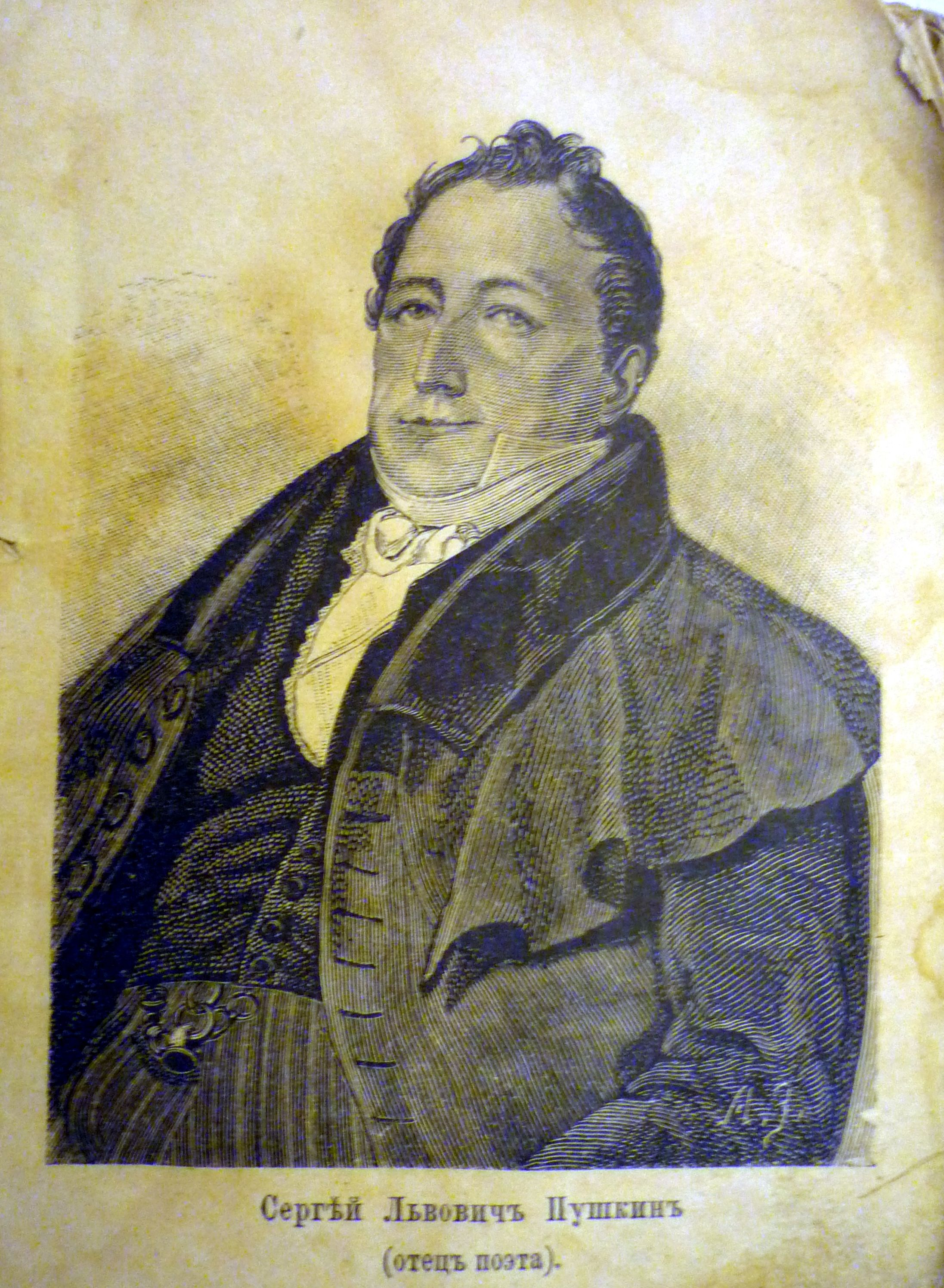
Sergueï Lvovitch Pouchkine, le père du poète, gravure de K. Gampel.

Il est connu pour avoir été un homme d'esprit et d'une grande ingéniosité. Amateur de calembours, il n'a pas son pareil pour organiser une fête. Il écrit des poèmes en français. Il participe à des spectacles ou à des lectures littéraires publiques. Il est bon acteur et joue Molière ou Racine. Il est propriétaire des hameaux de Boldino et Kistenevo dans le district d'Arzamssko, gouvernement de Nijni Novgorod. Ces terres représentent une surface de plus de 7 000 hectares avec plus de mille « âmes ». Il ne les visite toutefois jamais et elles l'ennuient avec leurs comptes d'exploitation à établir et les « jéramiades des paysans ». Dans les années 1830, c'est Alexandre Pouchkine qui devra s'occuper lui-même des terres de Boldino. Ses parents sont presque ruinés et peu habiles à gérer leurs biens.
L'éducation des enfants ne les a pas préparés à avoir un grand sens de la famille. Quand Alexandre Pouchkine croise son père, ils se saluent, échangent quelques politesses mais rien de plus. Mais il n'éprouve pas le besoin de le voir.

## Famille

### Épouse

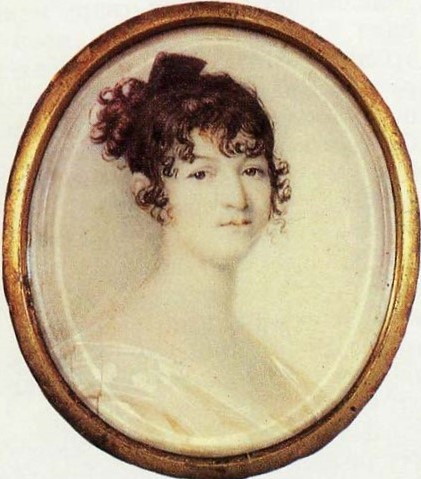
Nadejda Pouchkina, née Hannibal, mère du poète Pouchkine, peinture de Xavier de Maistre, vers 1800

Nadejda Pouchkina — née le 21.6.1775 à Souida , décédée le 29.3.1836. Surnommée la « Très belle créole ». Fille unique. Mariée à la fin du mois de septembre 1796. Propriétaire du hameau de Mikhaïlovskoïe dans le gouvernement de Pskov.

### Enfants
1. Olga Sergueïevna Pavlichtcheva (20.12.1797 — 2.5.1868), épouse de Nikolaï Ivanovitch Pavlichtchev (1802—1879)
2. Alexandre Pouchkine (26.5.1799, М. — 29.1.1837, Saint-Pétersbourg)
3. Nikolaï (26.3.1801, М. — 30.7.1807, Zakharovo Gouvernement de Moscou
4. Lev Pouchkine (17.4.1805[4], М. — 19.7.1852, Odessa)
5. Sophia(6.1.1809 — 12.9.1809, inhumée au monastère Donskoï)
6. Pavel (16.7.1810 — 27.12.1810, inhumé au monastère Donskoï)
7. Mikhaïl (28.10.1811 — ?)
8. Platon (14.11.1817, St-Pétersbourg — 18.10.1819, à Mikhaïlovskoïe, propriété de la famille Pouchkine.

## Cercle de relations
Sergueï Pouchkine et son épouse ne vivent que pour le monde, les sorties, le théâtre, les bals. La vie de famille avec les enfants ne présente pas d'intérêt à leurs yeux. Les enfants ont une nounou, des précepteurs, des pédagogues, des serviteurs pour s'occuper d'eux. Mais c'est la règle dans le genre de milieu social de la famille. C'est la grand-mère maternelle, Maria Alexeïevna, ou leur nounou Arina Rodionovna qui servent de refuge affectif et leur racontent des histoires pour enfants en russe pendant que les parents parlent français.
Nadejda Ossipovna et Sergueï Lvovshi fréquentent les beaux esprits de Russie : l'historien Nikolaï Karamzine, l'écrivain Vassili Joukovski. On évoque l'empereur Alexandre Ier, le fils de Paul, assassiné, les traités de Tilsit. On parle de Napoléon et des idées de justice et de liberté qui font leur chemin depuis les campagnes de France.

## Crédit d'auteurs
- (ru) Cet article est partiellement ou en totalité issu de l’article de Wikipédia en russe intitulé « Пушкин, Сергей Львович » (voir la liste des auteurs).